# Camfranglais
Camfranglais je pidžin, kterým se mluví v Kamerunu. Jedná se o smíšeninu kamerunské francouzštiny, kamerunské angličtiny a kamerunské pidžin angličtiny, ovlivněnou dalšími jazyky Kamerunu.
Spolu s kamerunskou pidžin angličtinou to je lingua franca v Kamerunu.

## Ukázka camfranglais
- On va all back au mboa.
- Le mbom ci est trop chiche.
- Les ways fort.
- Je wanda.
- Il fimba à mon cousin.
- Je vais te send au ngass.
- On go au school all les days.
- Elle ne know pas mô comment on do ça mais elle veut tra.
- lo ndock.
- Tu vas sauf que tchop ça!
- C'est son Mbidi elle tchop ses dos.